# سوائل مكثفة
غالبًا ما تستخدم السوائل أو المشروبات المكثفة للأشخاص الذين يعانون من عسر البلع، وهو اضطراب في وظيفة البلع. الاتساق الأكثر سمكًا يقلل من احتمالية نضح الأفراد أثناء الشرب. قد يجد الأشخاص الذين يعانون من صعوبة في البلع أن السوائل تتسبب في السعال أو الرشق أو حتى الشفط، وأن المشروبات السميكة تمكنهم من البلع بأمان. قد ينصح المرضى بتناول السوائل السميكة بعد نزع الأنبوب. يمكن قياس سمك السائل بطريقتين، باستخدام مقياس اللزوجة أو اختبار انتشار الخط.
هناك عدة مستويات من الاتساق أو اللزوجة وقد اختلفت هذه المستويات تاريخيًا حسب البلد، على الرغم من أن إطلاق المبادرة الدولية لتوحيد حمية عسر البلع يهدف إلى إزالة هذا الاختلاف. وفقًا لـلمبادرة الدولية لتوحيد حمية عسر البلع، يمكن اختبار سمك الشراب عن طريق قياس الكمية التي تصب من حقنة 10 مل في 10 ثوانٍ.
1. السوائل الرقيقة: غير مسببة مثل الماء أو العصير. تشمل السوائل الرفيعة الشائعة القهوة والشاي والمرق الشفاف والعصير الصافي والحليب الخالي من الدسم والحليب 2% والحليب كامل الدسم.
2. سميك قليلاً (بين 9 و6 مل يسكب من حقنة 10 مل في 10 ثوان).
3. سميك بشكل معتدل (بين 6 و2 مل يسكب).
4. سميك باعتدال (2 أو أقل من السكب).
5. سميكة للغاية - المشروبات في هذه المرحلة يجب أن تتطلب ملعقة للشرب ويمكن مقارنتها بالأطعمة المهروسة.

يجب على المرضى الذين لديهم قيود على السوائل الرقيقة تجنب مخفوق الحليب والآيس كريم والمثلجات و (جيل-أو) حيث تذوب هذه في سوائل رقيقة في الفم.
هناك العديد من المكثفات التجارية في السوق لتكثيف السوائل. كما يقدم البائعون سوائل مسبقة السُمك مثل الماء والعصير والحليب في علب كرتون بحجم فردي. تستخدم بعض المكثفات التجارية نشا الذرة المعدل، مما يساعد على دعم مستويات الماء والتغذية، بينما يستخدم البعض الآخر صمغ الزانثان.
لا يوجد دليل جيد على أن السوائل السميكة تقلل من الالتهاب الرئوي في عسر البلع (مشاكل البلع) وقد تترافق مع ضعف الترطيب وتأثير سلبي على جودة الحياة. قد تترافق الاتساق الأكثر سمكًا أيضًا مع بقايا البلعوم وربما تزيد من خطر الإصابة بالالتهاب الرئوي الحاد إذا تم شفطها.